# Viljo Revell

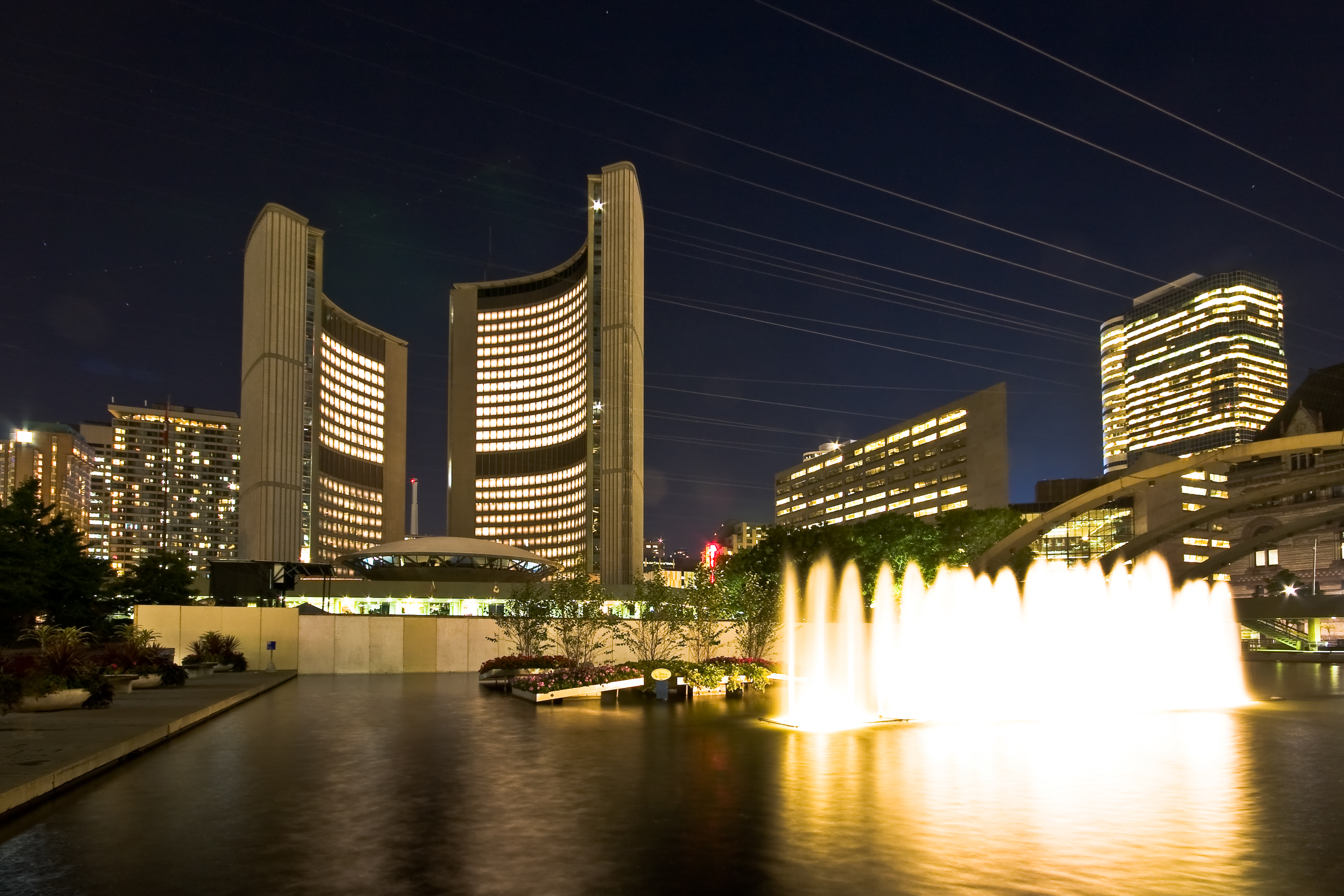
Ayuntamiento de Toronto (1961-1965), Toronto, Canadá

Viljo Gabriel Revell (Vaasa, 25 de enero de 1910-Helsinki, 8 de noviembre de 1964) fue un arquitecto racionalista finlandés. 

## Trayectoria
Estudió en la Universidad Politécnica de Helsinki (1928-1937). Al terminar la carrera se asoció con sus compañeros de estudios Niilo Kokko y Heimo Riihimäki, con quienes construyó el Palacio de Cristal (Lasipalatsi) en 1935, el primer edificio de estilo moderno de Helsinki. Poco después trabajó como asistente para Alvar Aalto en el Pabellón de Finlandia de la Exposición Internacional de París de 1937.
En 1936 creó su propio estudio, desde el que colaboró ocasionalmente con otros arquitectos, sobre todo para presentarse a concursos arquitectónicos. Desde entonces se convirtió en uno de los principales adalides de la arquitectura moderna en su país, exponente del llamado «racionalismo tecnocrático», en oposición al excesivo romanticismo de Aalto.
A finales de los años 1940 trabajó asociado a Keijo Petäjä, con el que fue defensor de un racionalismo fuertemente industrializado, como en el Hôtel Palace (1948) y el Centro de la Industria (1949-1952), ambos en Helsinki. Con Osmo Sipari realizó la escuela primaria de Mailahti (1951-1953), realizada en ladrillo, que destaca por su sinuosidad.
Posteriormente diseñó las casas prefabricadas Sufika para la ciudad jardín de Tapiola (1953-1955), así como varias viviendas colectivas en Helsinki y Vaasa. Su obra más puramente funcional fue la fábrica textil Hyvon-Kudeneule en Hanko (1955-1956).
El mayor exponente de su concepto abstracto de la modernidad fue su proyecto Cinta azul (Sininen nauha) para el concurso de la Fundación de la vivienda celebrado en 1953, elaborado junto a Eero Eerikäinen.
En 1958 participó con Heikki Castrén, Bengt Lundsten y Seppo Valjus en el concurso para el Ayuntamiento de Toronto (Canadá), que le fue adjudicado. El edificio fue construido entre 1961 y 1965 en colaboración con la firma J.B. Parkin Associates.
Otras obras suyas fueron: el Museo de Arte Didrichsen (Didrichsenin taidemuseo), Helsinki (1957); la sede de S. C. Johnson & Son en Racine (Wisconsin), Estados Unidos (1959); el edificio de oficinas Makkaratalo en Helsinki (1960, con Heikki Castrén); el Ministerio de Defensa, Helsinki (1961, con Heikki Castrén); y un edificio de oficinas en Vaasa posteriormente llamado Revell Center (1962).
Además de su labor arquitectónica, ocupó diversos cargos de genencia en organismos e instituciones como la Oficina de la reconstrucción creada por la Asociación de Arquitectos (1942-1944); la sociedad de construcción SATO (hasta 1948); el Museo de Arquitectura de Finlandia (desde 1956); y el Comité finlandés para la estandarización.
En 1963 le fue concedida la Medalla del Príncipe Eugenio, otorgada por el rey de Suecia Gustavo VI.